# Бестогай (Байдібека район)
Бестога́й (каз. Бестоғай) — село у складі району Байдібека Туркестанської області Казахстану. Входить до складу Минбулацького сільського округу.
Населення — 415 осіб (2021; 395 у 2009, 387 у 1999, 365 у 1989).